# Rossella (romanzo)
Rossella è un romanzo scritto nel 1991 da Alexandra Ripley, costituisce il seguito di Via col vento di Margaret Mitchell. Pubblicato contemporaneamente in 40 paesi e tradotto in 18 lingue, in soli due mesi il libro è stato venduto in quasi 6 milioni di copie.

## Trama
Il libro inizia da dove Via col vento si era interrotto, con Rossella che partecipa al funerale della sua ex cognata e rivale per l'affetto di Ashley Wilkes, Melania Wilkes , al quale il suo ex marito, Rhett Butler, non è presente. Rossella, con il cuore spezzato e irritata dal fatto che Rhett l'abbia lasciata, parte per Tara ed è rattristata quando scopre che Mammy, la sua tutrice e il suo pilastro fin dalla nascita, sta morendo. Invia un telegramma per informare Rhett dell'agonia di Mammy sotto il nome di Will Benteen (il marito di sua sorella Suellen), perché sa che Rhett non verrà se sospetta che lei sia lì. Prima di morire, Mammy fa giurare a Rhett di prendersi cura di Rossella. Rhett è d'accordo, anche se non ha intenzione di onorare la richiesta. Dopo la morte di Mammy, Rhett e Rossella litigano, il che culmina con la partenza di Rhett e il ritorno di Rossella a casa ad Atlanta, determinata a riconquistare Rhett.
Rossella si reca a Charleston per visitare la famiglia di Rhett e cerca di metterlo alle strette conquistando l'affetto di sua madre. Convince Rhett a portarla a fare un giro nel porto, dove la loro barca si capovolge durante una terribile tempesta. Rossella e Rhett nuotano verso un'isola, dove fanno l'amore in una grotta. Rhett inizialmente nega, poi ammette, di amarla, ma non vuole "perdersi" di nuovo per lei. Tornato a Charleston, Rhett lascia Rossella quasi morta a casa di sua madre, dicendole, in una lettera, che sebbene ammiri il suo coraggio, non la rivedrà mai più.
Dopo che Rossella ha ripreso le forze, lascia Charleston con le sue due zie, Pauline ed Eulalie, per partecipare alla celebrazione del compleanno di suo nonno materno a Savannah. Lascia un biglietto alla madre di Rhett e la sorella di lui, Rosemary, brucia il biglietto.
Rossella si lega ai suoi parenti paterni di Savannah contro i desideri della sua famiglia materna. Il nonno le offre la sua eredità se lei rimarrà con lui a Savannah fino alla sua morte ed eviterà il contatto con il ramo paterno della famiglia, ma Rossella rifiuta e, fuggendo, va a stare con suo cugino Jamie e la sua famiglia. Presto si unisce a loro un altro cugino di nome Colum, un prete irlandese, con cui Rossella decide di andare in Irlanda, anche se si è resa conto di essere incinta del figlio di Rhett, ma tiene nascosta la sua gravidanza.
In Irlanda, Rossella viene accolta calorosamente dai suoi parenti irlandesi. Esplorando con Colum, passano davanti a una vecchia casa chiamata "Ballyhara", che era la terra degli O'Hara molto tempo prima, prima che gli inglesi la conquistassero. Intanto, Rossella riceve una notifica di divorzio da Rhett e, pur avendo intenzione di partire per l'America, scopre che Rhett è ora sposato con Anne Hampton, che si dice assomigli a Melania Wilkes. Con il cuore spezzato, Rossella, allora, decide di rimanere in Irlanda. Lavora con avvocati e lascia la sua quota della piantagione di suo padre, Tara, a suo figlio Wade Hampton (il padre era il suo primo marito, Carlo Hamilton, fratello di Melania), acquista Ballyhara e si stabilisce in Irlanda, per la gioia della sua famiglia irlandese. Lei e Colum dicono a tutti che suo marito è morto piuttosto che dire la verità sul suo divorzio.
Mentre Ballyhara si riprende, Rossella attende con impazienza la nascita di suo figlio, pregando che sia una femmina e giurando di essere una buona madre. È molto rispettata dai cittadini e dalla sua famiglia, guadagnandosi la reputazione di gran lavoratrice. Diventa nota come La O'Hara, titolo riservato al leader indiscusso di un clan familiare.
La notte di Halloween le si rompono le acque. La sua governante, la signora Fitzpatrick, e l'ostetrica convocata da Colum non sono in grado di gestire la situazione e sembra che Rossella morirà, mentre viene salvata da una vecchia saggia che vive vicino alla torre infestata. Il parto cesareo riesce, ma Rossella subisce un danno interno, per cui non potrà più avere figli. La bambina, una bambina, nasce con la pelle scura come quella di Rhett, ma con gli occhi azzurri che lentamente diventano verdi: sua madre la chiama Katie Colum O'Hara e la chiama Cat ("Gatta") per via dei suoi occhi verdi.
Intanto Ashley Wilkes, il suo antico amore, che Rossella desiderava sposare durante la sua giovinezza, le si propone e lei, pur grata, rifiuta gentilmente, dicendogli che non è interessata a sposarlo. Invece, decidono di rimanere amici.
Dopo che Rossella si è stabilita a Ballyhara, incontra Rhett diverse volte: in America mentre è sulla nave per Boston, a una fiera dove ammette di amarlo ancora, e ad una caccia alla volpe una settimana dopo. Lui ancora non sa di avere un figlio, poi la cerca a un ballo e Rossella si rende conto che lui la ama ancora.
Lord Fenton, uno degli uomini più ricchi d'Europa, corteggia spietatamente Rossella, volendo sposarla dopo aver visto lo spirito focoso e il coraggio di Cat. Ha anche intenzione di unire le loro proprietà, visto che possiede Adamstown, la terra adiacente a quella di Rossella. Irritata dalla sua arroganza, lei rifiuta e gli ordina di uscire di casa, poi parte per Dublino per la sua visita annuale per feste e cacce. Successivamente decide di accettare Lord Fenton quando viene a sapere che Anne è incinta del figlio di Rhett.
Trapelano notizie sul suo fidanzamento e Rhett, ubriaco, la insulta quando lo incontra a una corsa di cavalli. Un'amica dice poi a Rossella che Anne e il bambino sono morti entrambi, e lei torna di corsa a Ballyhara sperando che Rhett venga a cercarla. Lì trova le autorità inglesi con un mandato di arresto per Colum, che è il capo di un gruppo di terroristi irlandesi. Colum viene assassinato e Rosaleen Fitzpatrick dà fuoco all'arsenale inglese per vendicarlo. Gli abitanti del villaggio, pensando che Rossella sia in combutta con gli inglesi, bruciano la sua casa: allora Rhett viene in suo soccorso e cerca di convincerla a scappare con lui, ma Rossella corre in casa urlando per cercare sua figlia e, quando dice a Rhett che è il padre di Cat, lui la aiuta a cercarla. 
Alla fine Rhett e Rossella si riconciliano e decidono di risposarsi e il giorno dopo di lasciare l'Irlanda e tornare a Charleston per vivere felici e contenti il resto della loro vita. 

## Edizioni
- Alexandra Ripley, Rossella, collana Superbur, Rizzoli, 1993,  p. 784, ISBN  8817114367.

## La serie tv
Dal romanzo è stata tratta, nel 1994, una miniserie TV.